# Pterocles exustus
La ganga moruna (Pterocles exustus) es una especie de ave de la familia Pteroclididae. La misma habita en terrenos amplios, arbustivos y áridos, y se la encuentra en el centro y norte de África, y el sur de Asia. Si bien viven en climas calurosos y áridos, son sumamente dependientes de la existencia de agua. Se sabe de casos en que han volado casi 80 km en un solo día en búsqueda de agua. Se ha determinado que todas las especies de ganga que se han estudiado en su hábitat son vegetarianas a lo largo de toda su existencia, especializándose en semillas de plantas leguminosas y raramente ingiriendo semillas de pastos.

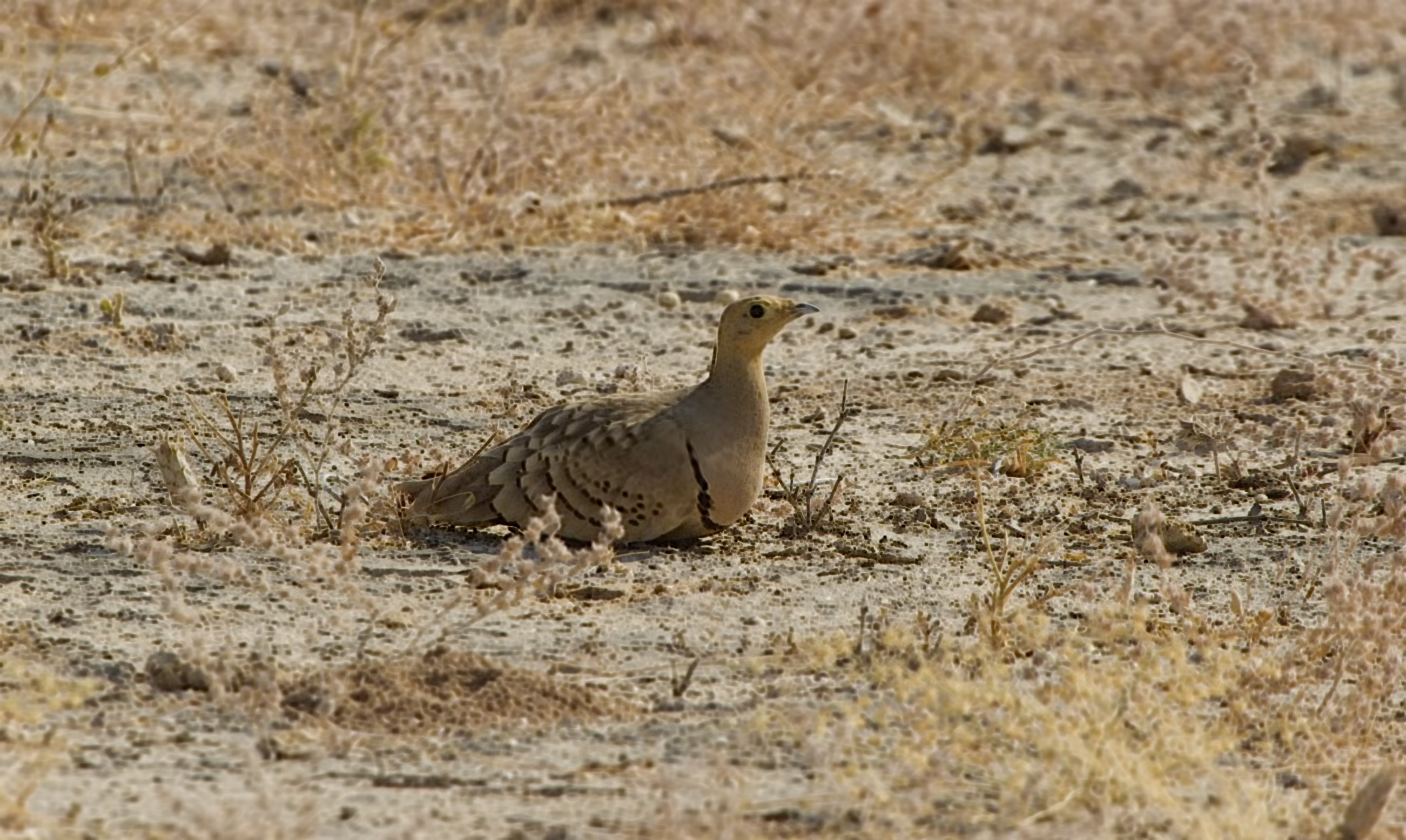
Macho de ganga moruna.

En la década de 1960 muchos ejemplares fueron capturados utilizando trampas en Rajastán en la India y se los introdujo en Nevada. También se los ha introducido en Hawái.
En 1979 se observó una subespecie, P. e. floweri, en el valle del Nilo en Egipto. Se cree que la misma se encuentra extinta, aunque se desconocen las razones que llevaron a su extinción.